# 本庄授産所

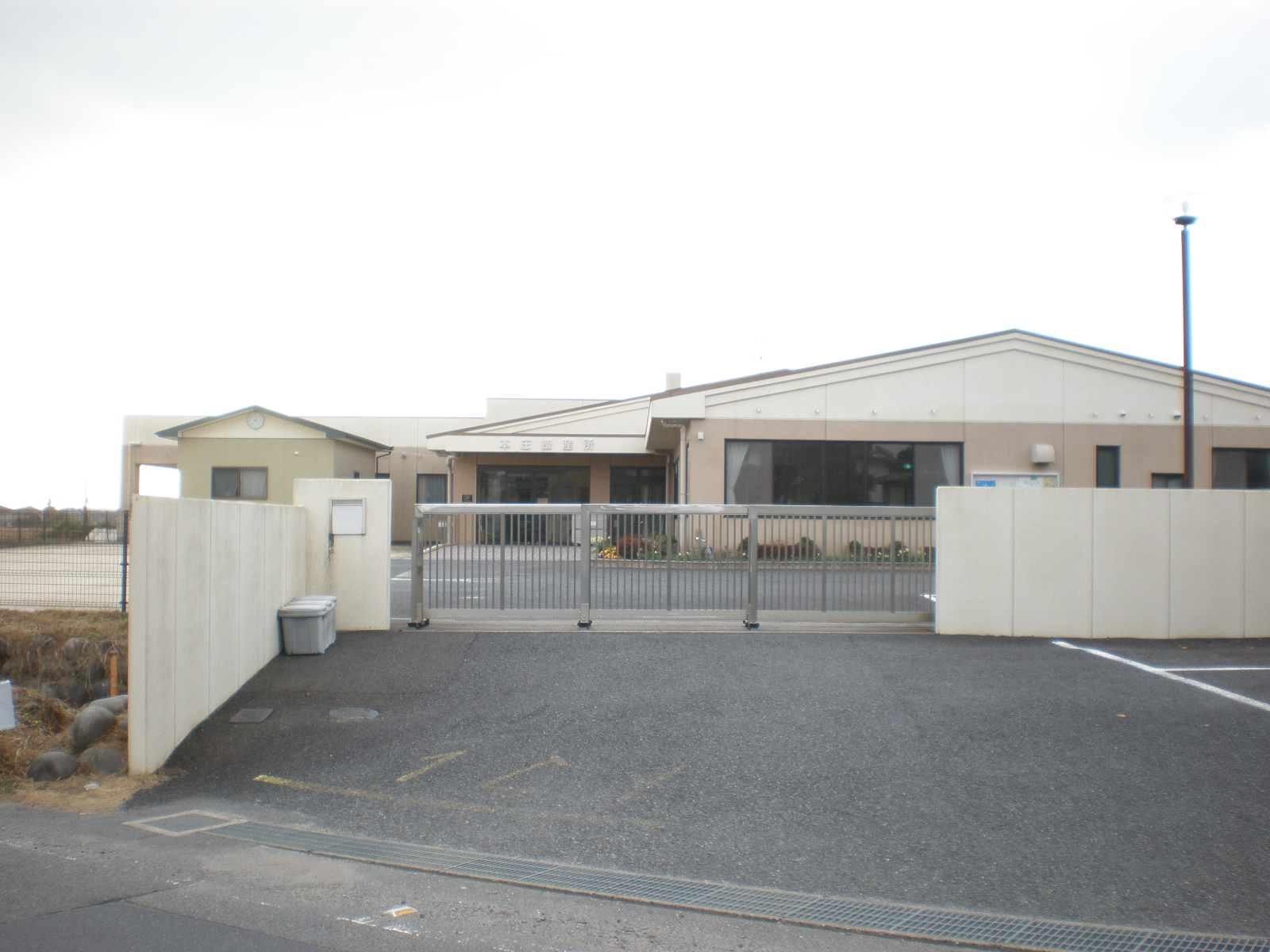
本庄授産所

本庄授産所（ほんじょうじゅさんじょ）は、愛知県小牧市東部の本庄地区にある、知的障害者専門の授産所。設置運営者は、社会福祉法人の小牧福祉会。

## 所在地
愛知県小牧市大字本庄1440番地

## 交通手段
- こまき巡回バスの本庄東停留所下車、徒歩3分。